# Génération pour la réconciliation, l’union et le progrès
La Génération pour la réconciliation, l’union et le progrès (GRUP) est un parti politique guinéen crée par Papa Koly Kourouma. 
Après avoir dissous son ancien parti le rassemblement pour la défense de la République (RDR) absorber par le RPG d'Alpha Condé. Papa Koly Kourouma décide de crée un nouveau parti politique, C'est l'un des partis ayant participé à l'élection présidentielle de 2015 en Guinée. Son candidat en tête de liste est son fondateur Papa Koly Kourouma, ancien ministre de l'environnement, puis de l'énergie est éliminé au 1er tour, avec 1,31% des suffrages électoral,,.